# 渋沢栄一賞

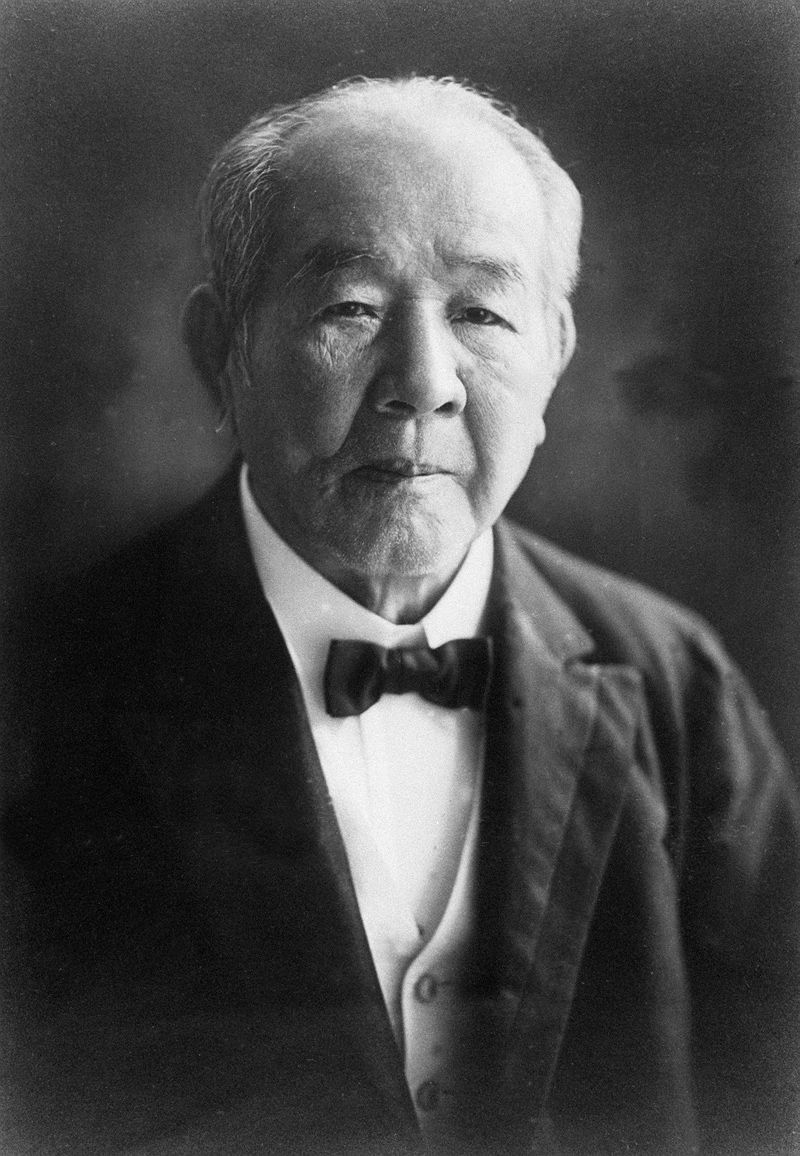
渋沢栄一

渋沢栄一賞（しぶさわえいいちしょう）は、埼玉県が表彰を行う賞。渋沢栄一の功績を称え、その精神を受け継ぐ経営者を表彰する目的で創設された。

## 概要
近代日本の産業経済に大きく貢献した埼玉県深谷市出身の渋沢栄一の名前を冠する。福祉や教育にも尽力した渋沢の精神を受け継ぐ全国の企業経営者を対象に2002年度から毎年表彰を行っている。また、2011年度から「渋沢栄一ビジネス大賞」を制定している。こちらは、新たな事業展開や革新的な技術開発に積極的に挑戦し、大きな飛躍を目指す埼玉県内の中小企業を対象に表彰を行う。

## 受賞者
- 第1回（2002年度） - 小島鐐次郎（小島社長）・鈴木稔彦（日吉社長）・鈴木吉太郎（ココ・ファーム・ワイナリー社長）
- 第2回（2003年度） - 石原義正（俵屋吉富社長）・西河紀男（三ツ星ベルト社長）・前川正雄（前川製作所会長）
- 第3回（2004年度） - 太田三郎（オリオン機械取締役会長）・坂口美代子（坂口電熱社長）
- 第4回（2005年度） - 川本宜彦（サイサン取締役会長）・河北博文（河北総合病院理事長）
- 第5回（2006年度） - 笹崎龍雄（埼玉種畜牧場取締役会長）・平沼康彦（埼玉トヨペット取締役会長）・山本徳次（たねや社長）
- 第6回（2007年度） - 神野信郎（中部ガス取締役会長）・中村俊郎（中村ブレイス社長）・山田裕通（山田食品産業取締役会長）
- 第7回（2008年度） - 大山泰弘（日本理化学工業取締役会長）・川野幸夫（ヤオコー取締役会長）・後藤磯吉（はごろもフーズ顧問）
- 第8回（2009年度） - 栗原敏郎（大協製作所社長）・正木萬平（埼玉県民共済生活協同組合組合長理事）・米屋株式会社
- 第9回（2010年度） - 小松安弘（エフピコ最高経営責任者）・中山輝也（キタック社長）
- 第10回（2011年度） - 小川哲也（太平洋工業名誉会長）・柳内光子（山一興産社長）
- 第11回（2012年度） - 池田弘（NSGグループ代表・アルビレックス新潟社長）・金井昭雄（富士メガネ社長）
- 第12回（2013年度） - 牛込進（TYK社長）・更家悠介（サラヤ社長）
- 第13回（2014年度） - 小田豊（六花亭製菓社長）・中尾眞（ジーシー社長）
- 第14回（2015年度） - 斉之平伸一（三州製菓社長）・中島基善（ナカシマプロペラ社長）・丸木清浩（埼玉医科大学・毛呂病院名誉理事長）
- 第15回（2016年度） - 里見菊雄（日本パーカライジング取締役名誉会長）・中村隆俊（戸田中央医科グループ会長）・林香与子（マルハ物産代表取締役会長）
- 第16回（2017年度） - 塚越寛（伊那食品工業取締役会長）・晝馬輝夫（浜松ホトニクス名誉会長）[1]
- 第17回（2018年度） - 浅田剛夫（井村屋グループ会長）・池田啓子（特殊衣料会長）・田代正美（バローホールディングス会長兼社長）[2]
- 第18回（2019年度） - 関正夫（関彰商事会長）・似鳥昭雄（ニトリホールディングス会長兼CEO）
- 第19回（2020年度） - 辻信太郎（サンリオ会長）・鳥羽博道（ドトールコーヒー名誉会長）・三林憲忠（ヤマモリ社長）
- 第20回（2021年度） - 伊藤雅俊（セブン&アイ・ホールディングス名誉会長）・大山健太郎（アイリスオーヤマ会長）・鈴木修（スズキ相談役）
- 第21回（2022年度） - 小林幸雄（大鵬薬品工業株式会社特別相談役）・丹羽公男（タイム技研株式会社名誉会長）・福田秋秀（株式会社エフテック最高顧問）